# جفاکنده
جفاکنده، روستایی در دهستان بنفشه‌تپه بخش نوکنده شهرستان بندرگز استان گلستان ایران است.

## جغرافیا
روستای جفاکنده دریک منطقه نسبتآ هموارومسطحی واقع شده، شیب زمین به صورت ملایم از جنوب به سمت شمال (سواحل دریای خزر است، با توجه به نزدیکی به دریا بطور کلی معتدل ومرطوب است و تابستانهای گرم ومرطوب دارد.
اکثرمردم روستا به کار کشاورزی ودامپروری اشتغال دارند. وسعت زمینهای کشاورزی۶۵۰ هکتار است که معمولآ به کشت انواع محصولات از قبیل گندم، برنج، پنبه، سویاومقداری هم مرکبات می‌باشد.
علت وتاریخ پیدایش این روستا نیز چندان معلوم نیست ولی احتمال می‌رود از قدمتی نزدیک به هشتصد سال برخوردار باشد که به نام‌های چیپاکنده، چوباکنده، چوکنده، وبالاخره جفاکنده نامیده شده‌است. تمام مردم این روستا پیرو مذهب شیعه اثنی عشری هستند وهمگی به لهجه مازندرانی تکلم دارند.

## جمعیت
بر پایه سرشماری عمومی نفوس و مسکن در سال ۱۳۹۵ جمعیت این مکان ۹۲۰ نفر (۳۱۱خانوار) بوده‌است.